# Johan Molander (diplomat)

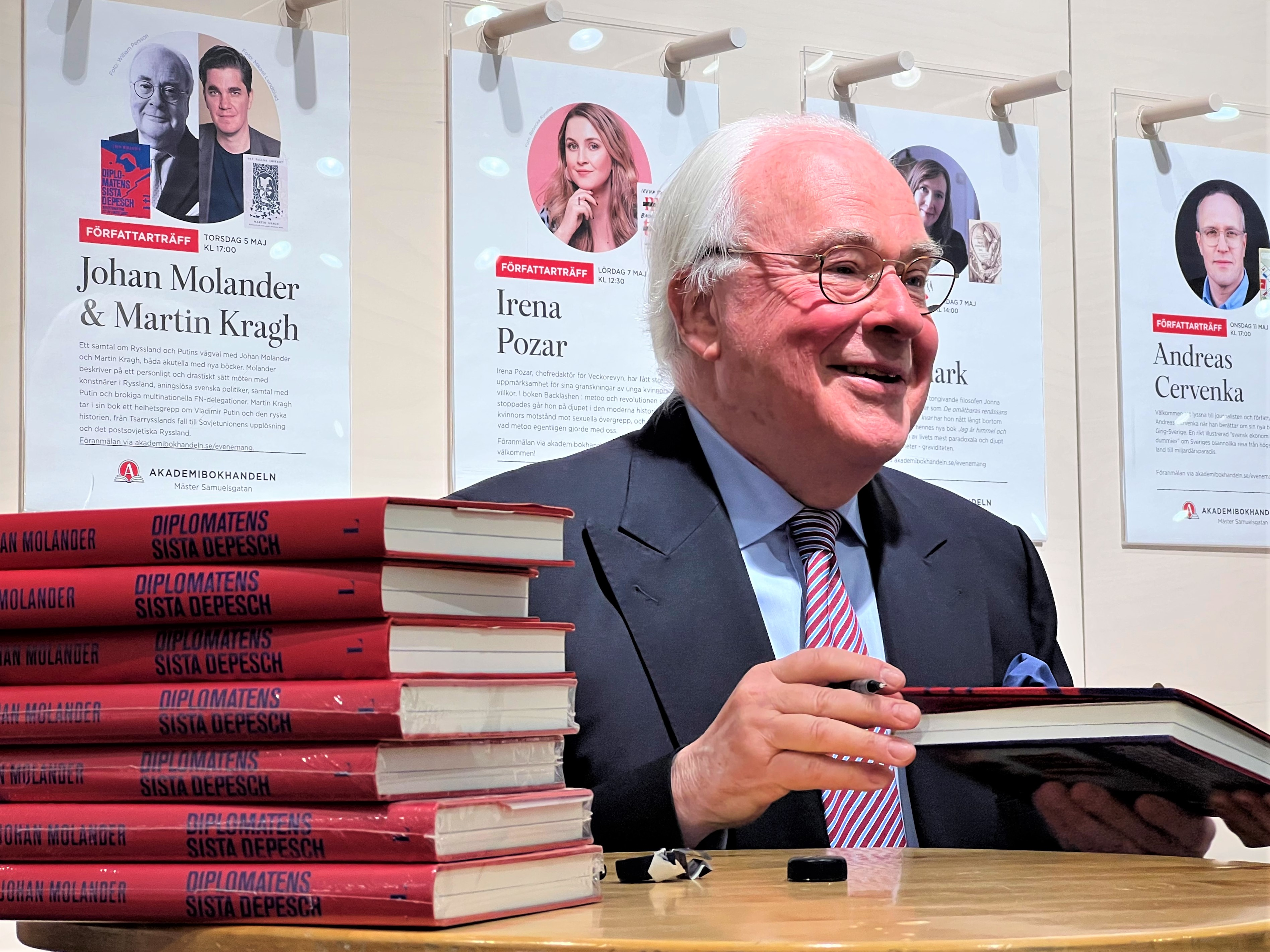
Johan Molander i Akademibokhandeln i Stockholm, 2022

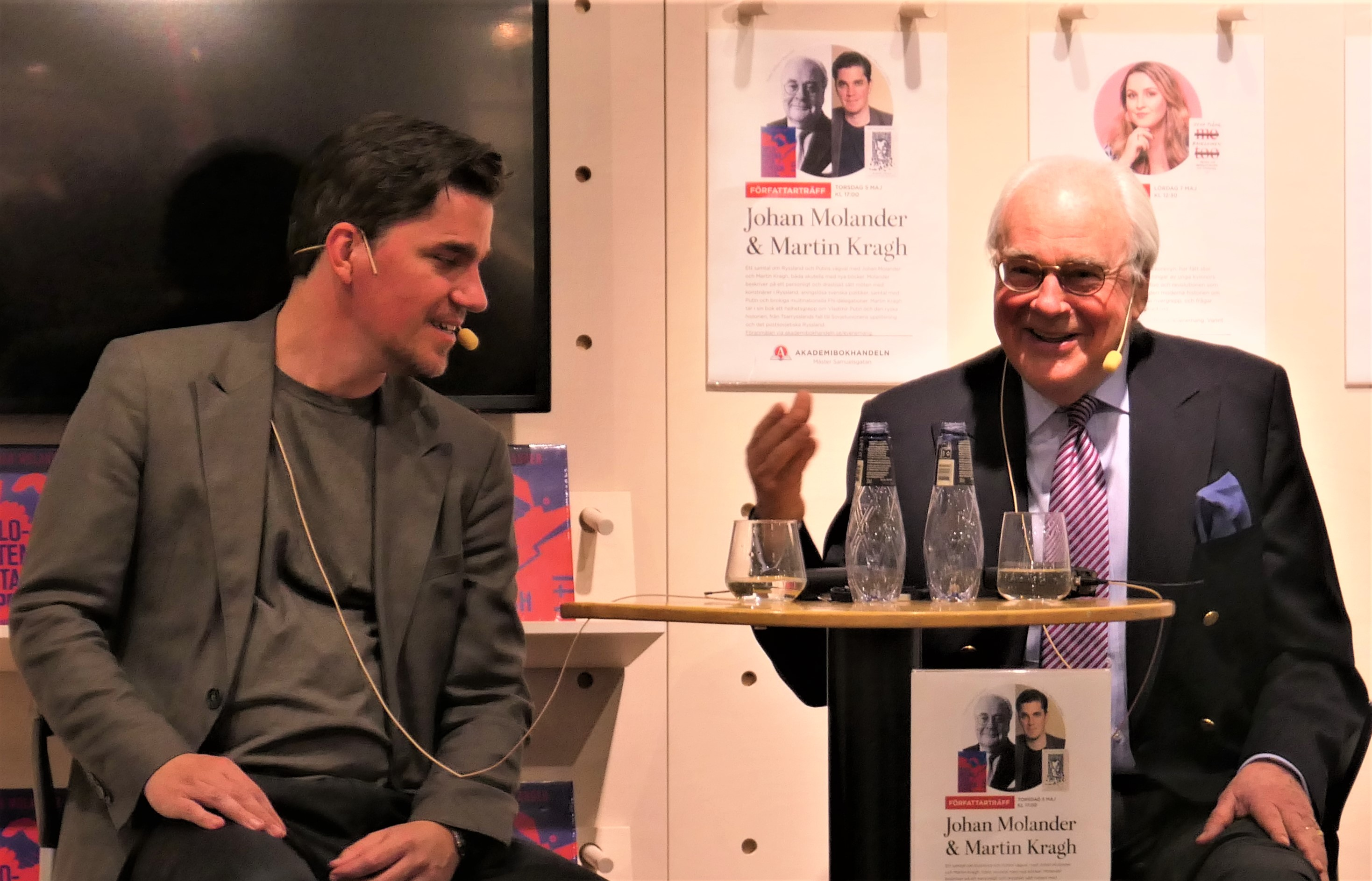
Johan Molander och Martin Kragh möter sina läsare i Akademibokhandeln i Stockholm i maj 2022.

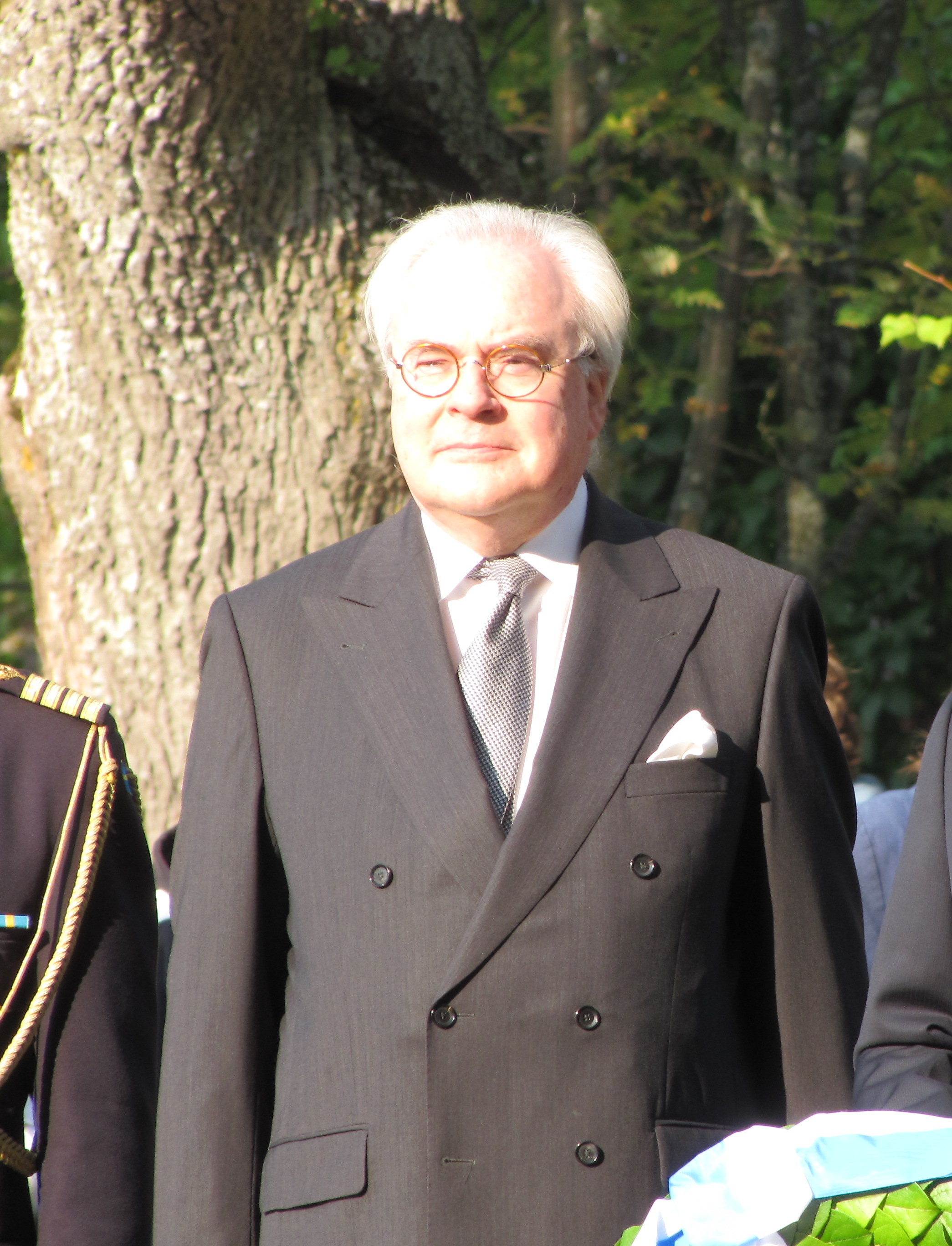
Johan Molander i Sveaborg på 300-årsjubileet till minne av Augustin Ehrensvärd, 2010.

Johan Harald Molander, född 24 juni 1948 i Johannes församling, Stockholms stad, är en svensk ambassadör. Han är son till Harald Molander.

## Biografi
Johan Molander, som är filosofie kandidat och juris kandidat, har tjänstgjort på Utrikesdepartementet sedan 1972 och har bland annat varit stationerad i Moskva och Mexiko samt vid Sveriges nedrustningsdelegation i Genève. Han har haft flera internationella uppdrag, bland annat vid FN:s specialkommission för Irak (UNSCOM), som styrelseordförande i FN:s flyktingkommissariat (UNHCR), vid Internationella Atomenergiorganet (IAEA) i Wien samt ordförandeuppdrag i Världshandelsorganisationen (WTO) och i Internationella Röda Korset. Han var chef för UD:s enhet för folkrätt, mänskliga rättigheter och traktaträtt 1992–1998. 
År 1998 utsågs Johan Molander till ambassadör och chef för Sveriges ständiga representation vid de internationella organisationerna i Genève. Efter fem år på denna post var han ambassadör i Moskva 2004–2008. Han blev omskriven i maj 2007 i samband med att den bil han färdades i blev attackerad av en uppretad rysk folkhop när han var på väg till ett möte på den estniska ambassaden i Moskva. Bakgrunden till den ryska upprördheten var Estlands beslut att flytta ett sovjetiskt minnesmärke i Tallinn.
I januari 2009 tillträdde han tjänsten som Sveriges ambassadör i Helsingfors vilket han var fram till den 20 december 2011.

## Utmärkelser
- H.M. Konungens medalj i guld av 12:e storleken i Serafimerordens band (2020) för förtjänstfulla insatser inom svensk utrikesförvaltning och som överceremonimästare vid Kungl. Hovstaterna.[8]